# La puerta de Abadón
La puerta de Abadón (título original en inglés: Abaddon's Gate) es una novela de ciencia ficción escrita por James S. A. Corey (seudónimo de Daniel Abraham y Ty Franck). Trata sobre un conflicto que involucra a la Tierra, Marte y el cinturón de asteroides (colonias de personas viviendo en asteroides, se hacen llamar "Belters"). Es el tercer volumen de la serie The Expanse y es precedido por El despertar del Leviatán y La guerra de Calibán. La serie continua con Cibola Burn. El libro fue publicado el 4 de junio de 2013.

## Preludio
Durante generaciones, el Sistema Solar (Marte, la Luna y el cinturón de asteroides) ha conformado la gran frontera de la humanidad. Hasta ahora. El artefacto alienígena que realizaba su obra bajo las nubes de Venus ha aparecido en la órbita de Urano, donde ha construido una puerta enorme que se abre hacia un espacio sin estrellas.
James Holden y la tripulación de la Rocinante forman parte de una gran flota de naves militares y científicas que parten para examinar el artefacto. Mientras los emisarios de la especie humana intentan ponerse de acuerdo acerca de si el Anillo construido por la protomolécula constituye una oportunidad o una amenaza, ignoran que el mayor de los peligros se encuentra entre sus filas.

## Arcos importantes de la Historia
James Holden junto a su tripulación han tenido mucho éxito en el negocio de nave a sueldo, gracias a su celebridad en el Sistema Solar y su nave Rocinante, una nave de guerra marciana rescatada en libros anteriores. Mientras el Sistema Solar se prepara para montar una exploración de larga escala del Anillo, la interacción de Holden con una conciencia alienígena en forma de su viejo amigo Miller lo convence de que debe mantenerse alejado del Anillo lo más posible, pero fuerzas mayores tienen distintos planes y la tripulación de la Rocinante se halla atrapada en el Anillo junto a naves de la Tierra, Marte y de la Alianza de Planetas Exteriores.
Clarissa Mao, la hermana menor de Juliette "Julie" Andrómeda Mao e hija de Jules-Pierre Mao, quien fue presidente de la corporación "Mao-Kwikowski Mercantile" también conocida como "Mao-Kwik" y el responsable de la destrucción de Eros y subsecuentemente de Ganimedes mediante la experimentación con la protomolecula. Fue descubierto por James Holden y llevado a la justicia en los eventos que transcurren en libros anteriores, esto llevó a que la corporación "Mao-Kwik" fuera destruida y como consecuencia la fortuna de la familia Mao reducida significativamente. Clarissa Mao culpa a James Holden por la desgracia que trajo a su familia, y planea vengarse  desacreditándolo públicamente y luego matarlo.
Carlos “Toro” de Baca es un antiguo soldado y amigo de Fred Johnson. Se le fue dado el puesto de tercero al comando de la Behemoth, una nave generacional que pertenecía anteriormente a un grupo de mormones. Luego de que Clarissa activa una falsa emisión de James Holden haciéndose responsable por la destrucción de una nave llamada Seung Un bajo órdenes de la APE (La Alianza de Planetas Exteriores), Bull se da cuenta de las consecuencias que estas acusaciones podrían tener para el y para la tripulación de la Behemoth así que convence al capitán de la nave de que abra fuego sobre la Rocinante, con el fin de no ser vistos como el apoyo de Holden.
Annushka “Anna“ Volovodov es una pastora metodista de Europa que se unió a la delegación de las Naciones Unidas de figuras religiosas y artistas seleccionados para ser testigos de un nuevo comienzo para la historia humana. Su nave se une a la persecución de la Rocinante hasta el Anillo.
Las habilidades del investigador Miller, ahora solo una conciencia sin cuerpo, son usadas por la vasta red de la protomolecula para intentar trabajar junto a James Holden. Tiene un conocimiento limitado sobre lo que podría ocurrir cuando se atraviese el Anillo, ya que los constructores de la protomolecula fueron destruidos.

## Recepción
La puerta de Abadón ganó el premio Locus en 2014 para la Mejor Novela de Ciencia Ficción
Publishers Weekly hizo una crítica a La puerta de Abadón diciendo "Los fanáticos de la novela encontraran que esta es la mejor hasta ahora